# Janus Spijkers
Janus Spijkers (1910 - 1995) was een Nederlandse voetballer. De verdediger speelde 224 wedstrijden voor Willem II (1931 - 1944) waarin hij zes keer scoorde. Daarnaast was hij van 1946 tot 1949 hoofdtrainer van de Tilburgse club. Hierna vervolgde Spijkers zijn carrière als trainer bij het Osse TOP.
Spijkers werd door Willem II gehaald bij Oranje-Wit. Hij ging er tijdens zijn carrière als actieve speler niet meer weg.